# 向田村
向田村（むかだむら）は栃木県の東部、那須郡に属していた村である。

## 地理
現在の那須烏山市の南部、旧烏山町の南東部に位置する。
- 河川：那珂川、荒川、江川

## 歴史

### 村域の変遷
- 1889年（明治22年）4月1日 - 町村制施行により、南向田村、南滝村、南野上村、神長村、落合村が合併し那須郡向田村が成立する。
- 1954年（昭和29年）3月31日 - 向田村は烏山町、境村、七合村とともに合併し烏山町が発足。向田村は消滅。

変遷表
| 1868年 以前 | 1868年 以前 | 明治12年 | 明治22年 4月1日 | 昭和29年 8月1日 | 平成17年 10月1日 | 現在       |
| ----------- | ----------- | -------- | --------------- | --------------- | ---------------- | ---------- |
|             | 神長村      | 神長村   | 向田村          | 烏山町          | 那須烏山市       | 那須烏山市 |
|             | 滝村        | 南滝村   | 向田村          | 烏山町          | 那須烏山市       | 那須烏山市 |
|             | 野上村      | 南野上村 | 向田村          | 烏山町          | 那須烏山市       | 那須烏山市 |
|             | 向田村      | 南向田村 | 向田村          | 烏山町          | 那須烏山市       | 那須烏山市 |
|             | 落合村      |          | 向田村          | 烏山町          | 那須烏山市       | 那須烏山市 |

## 大字
- 神長（かなが）
- 滝（たき） - 昭和32年に南滝が改称。
- 野上（のがみ） - 昭和32年に南野上が改称。
- 向田（むかだ） - 昭和32年に南向田が改称。
- 落合（おちあい）

## 人口・世帯

### 人口
総数 [単位： 人]
| 1891年（明治24年） | 2,432 |
| 1920年（大正 9年） | 3,208 |
| 1935年（昭和10年） | 3,474 |
| 1950年（昭和25年） | 4,586 |

### 世帯
総数 [単位： 世帯]
| 1920年（大正 9年） | 591 |
| 1935年（昭和10年） | 625 |
| 1950年（昭和25年） | 807 |

## 交通

### 鉄道
- 日本国有鉄道（ → 東日本旅客鉄道）
  - ■ 烏山線
    - 滝駅